# ملحمة من ميدان التحرير
ملحمة من ميدان التحرير (بالإنجليزية: A Chronicle of Tahrir Square)‏ هو فيلم قصير تاريخي أمريكي مصري مستقل، من تأليف وإخراج نور زكي سنة 2014. فاز الفيلم في مهرجان أصوات النساء الآن السينمائي لعام 2014، وعُرض في المسرح الصيني في هوليوود كجزء من مهرجان هولي شورتس (HollyShorts) السينمائي.
يسلط الفيلم الضوء على الأحداث التي وقعت في ميدان التحرير في 2 فبراير 2011، والاشتباكات بين الجماهير المناهضة والمؤيدة لمبارك..

## القصة
خلال ذروة الثورة المصرية عام 2011، يتعين على فتاة مصرية إنقاذ حياة أبيها أثناء الاشتباكات.

## الجوائز
- مهرجان أصوات النساء الآن السينمائي 2014 [1] - الفائز

## روابط خارجية
- ملحمة من ميدان التحرير على موقع IMDb (الإنجليزية)
- ملحمة من ميدان التحرير على موقع قاعدة بيانات الأفلام العربية
- ملحمة من ميدان التحرير على موقع كينوبويسك (الروسية)